# U&W
U&W (anteriormente Watch e W) é um canal de televisão pago britânico lançado em 7 de outubro de 2008. Em 15 de fevereiro de 2016, o canal foi rebatizado como W. O canal atualmente transmite dramas, game shows e documentários.

## História
O canal foi lançado em 7 de outubro de 2008 como o novo canal principal da rede de canais UKTV. Serviu como um substituto para o canal UKTV Style +2, que havia fechado em 15 de setembro de 2008. O Watch presentaria programas de entretenimento em geral, principalmente do arquivo de programas da BBC, que possui uma participação de 50% da rede por meio do braço comercial da corporação BBC Worldwide. O canal também apresentou programas deslocados após o reposicionamento de outros canais da UKTV, como a transferência de todos os dramas não criminais para o canal após o lançamento do canal Alibi, e a programação já exibida em outros canais da UKTV em maior número, como Traffic Cops. A direção do canal ficou a cargo de Paul Moreton.